# Гревцова, Лилия Ивановна
Лилия Ивановна Гревцова (род. 7 мая 1974, Киев) — украинская оперная и джазовая певица (сопрано), солистка Национальной оперы Украины с 2000 года, народная артистка Украины (2016).

## Жизнеописание
Лилия Гревцова родилась 7 мая 1974 года в певческой семье заслуженных артистов УССР Ивана Гревцова и Мэри Вихровой.. Её детство прошло в Ялте.
В 1994 г. окончила Киевское Государственное музыкальное училище им. Р. Глиэра по классу фортепиано. В 1993-1994 гг. солистка образцово-показательного оркестра Министерства обороны Украины.
С 1995 года пела в вокальном ансамбле "Джаз-экспромпт".
С 2000 г. солистка Национальной оперы Украины.
В 2002 г. окончила Национальную Музыкальную академию Украины им. П. И. Чайковского (класс А. Вострякова).
Её уникальность в удивительном сочетании двух стилей исполнения-джазового и академического.
Выступала с Национальной заслуженной академической капеллой Украины «Думка», камерным оркестром «Киевская камерата».
Гастролировала во Франции, Испании, Германии, Швейцарии, Голландии, Дании, России, Китае, Японии и других странах мира.

## Участие в фестивалях
- "Осенний джазовый марафон" (Киев; 1993-с бигбэндом Киевского музыкального училища под руководством Анатолия Шарфмана; 1994 - с оркестром Киевского цирка под руководством Марка Резницкого)
- «Jazz Fest» (Сумы; 1994, 1995) с ансамблем Евгения Дергунова

## Звания и награды
- Лауреат международных вокальных конкурсов (эстрадных и академических):
  - конкурс им. В. Ивасюка (Черновцы, 1993)
  - конкурс «Ялта—Москва—Транзит» (Ялта, 1993)
  - конкурс вокалистов им. И. Алчевского (2001)
  - конкурс оперных певцов им. С. Крушельницкой (Львов, 2003)
- Специальный приз «Лучший голос конкурса» на Международном конкурсе в Будапеште (2001) за лучшее исполнение партии Джульетты («Ромео и Джульетта» Ш. Гуно)
- Заслуженная артистка Украины (2008)[3]
- Народная артистка Украины (2016)[1]

## Партии
- Джульетта, Маргарита («Ромео и Джульетта», «Фауст " Ш. Гуно)
- Виолетта, Джильда, Оскар («Травиата», «Риголетто», «Бал-маскарад» Дж. Верди)
- Микаэлла ("Кармен" Ж. Бизе)
- Мюзета, Лиу («Богема», «Турандот» Дж. Пуччини)
- Нинетта ("любовь к трем апельсинам" С. Прокофьева)
- Каролина ("Тайный брак" Д. Чимарозы)
- Иоланта («Иоланта» П. Чайковского)
- Аддина ("Тайный брак" Г. Доницетти)

## Другие жанры
В кантатно-ораториальном жанре участвовала в исполнении: «Credo» К. Пендерецкого, «Мессы C-dur» Л. Бетховена, Оратории «Paulus» Ф. Мендельсона, «Реквием» В. Моцарта, оратории «Колокола» С. Рахманинова.

## Ссылка
- Гревцова Лилия Ивановна / В. Симоненко / / Украинская энциклопедия джаза.- К.: - 2004.— с. 33-34
- Лилия Гревцова Лестница к небу
- Liliya Grevtsova — Donizetti «Lucia di Lammermoor»
- Гревцова Лилия
- Вечер в опере с Лилией Гревцовой
- Леди Джаз
- Liliya Grevtsova — Rossini-«Il viaggio a Reims»
- (2) Фестиваль_Сходы до Неба_2010, Лилия Гревцова - YouTube